# Broad Institute

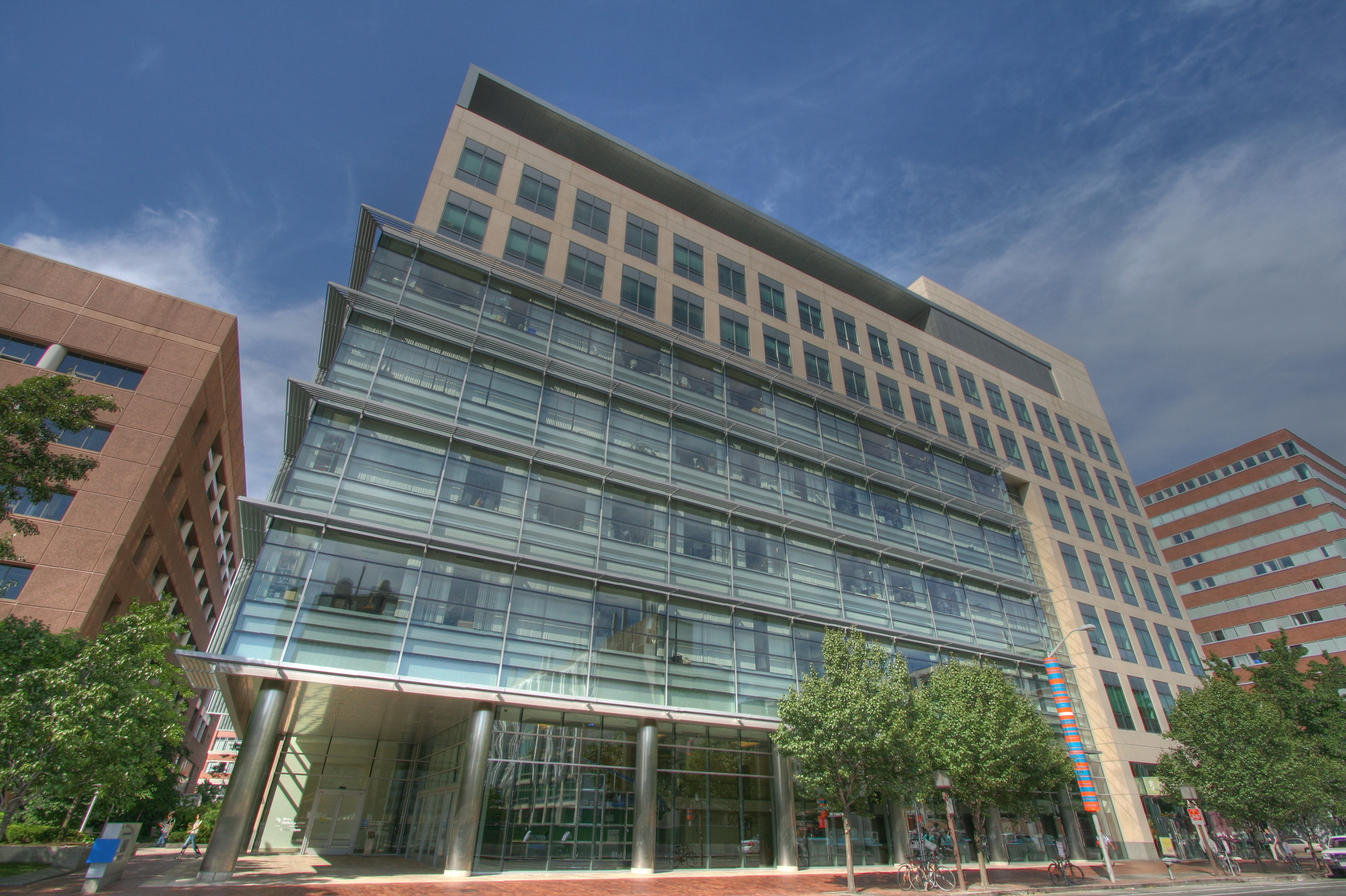
Sitz des Broad Institute in Cambridge, Massachusetts

Das Broad Institute (offiziell Eli and Edythe L. Broad Institute of MIT and Harvard) ist ein biomedizinisches Forschungszentrum mit Schwerpunkt Genomforschung in Cambridge, Massachusetts (USA). Es wird als eigenständige gemeinnützige Organisation betrieben und in Partnerschaft mit dem Massachusetts Institute of Technology (MIT), der Harvard-Universität sowie mehreren Harvard-angegliederten Lehrkrankenhäusern geführt. Organisatorisch ist das Broad Institute eine unabhängige Non-Profit-Institution (Broad Institute, Inc.) nach US-amerikanischem Recht.

## Geschichte
Die Ursprünge des Broad Institute liegen in den 1990er-Jahren: Am MIT etablierte das Whitehead Institute/MIT Center for Genome Research (WICGR) einen führenden Standort der Genomforschung und trug maßgeblich zum Human Genome Project bei. Parallel dazu gründeten Wissenschaftler der Harvard Medical School 1998 das Institute of Chemistry and Cell Biology, um chemische Genetik als Werkzeug zur Erforschung von Krankheiten einzusetzen. Vor dem Hintergrund dieser erfolgreichen Kooperationen reifte Anfang der 2000er Jahre der Plan, ein gemeinsames, interdisziplinäres Forschungsinstitut zu schaffen. Im Juni 2003 kündigten Harvard und MIT gemeinsam mit dem Whitehead Institute und mehreren Harvard-affiliierten Krankenhäusern die Gründung des Broad Institute an. Namensgeber und Hauptförderer sind die Philanthropen Edyth  und Eli Broad, die anfänglich 100 Millionen US-Dollar über zehn Jahre zur Verfügung stellten. Das Broad Institute nahm 2004 offiziell seine Arbeit auf. In den Folgejahren stockte das Ehepaar Broad die Finanzierung deutlich auf: 2005 verdoppelten sie ihre Zusage auf 200 Mio. US-Dollar, im September 2008 stellten sie weitere 400 Mio. US-Dollar als Stiftungskapital bereit, um das Institut dauerhaft zu etablieren, und 2013 folgten nochmals 100 Mio. Dollar zur Förderung einer zweiten Forschungsdekade. Aus dem zunächst als zehnjähriges Experiment angelegten Gemeinschaftsprojekt wurde damit eine permanente Institution.

## Organisation
Organisatorisch ist das Broad Institute eine unabhängige Non-Profit-Institution  und als 501(c) organization eingetragen. Die interne Organisation gliedert sich in Kernmitglieder-Labore, thematische Forschungsprogramme und technologische Plattformen. Die Kernmitglieder (Core Members) betreiben eigene Laborgruppen am Broad Institute, während assoziierte Mitglieder hauptamtlich an den Partneruniversitäten oder Krankenhäusern forschen und projektbezogen mit Broad-Teams kooperieren. Die Plattformen des Instituts – etwa in den Bereichen Genomsequenzierung, Datenwissenschaft, Bildgebung, Metabolomik, Proteomik und Wirkstoffentwicklung – stellen modernste Technologien und Ressourcen für alle Forschungsprojekte zur Verfügung.
Zu den Partnern des Broad Institute gehören:
- Massachusetts Institute of Technology
- Harvard University
- Harvard Medical School
- Beth Israel Deaconess Medical Center
- Boston Children’s Hospital
- Brigham and Women’s Hospital
- Dana-Farber Cancer Institute
- Massachusetts General Hospital

## Tätigkeit
Charakteristisch für das Broad Institute ist ein interdisziplinärer, kollaborativer Forschungsansatz. Teams aus Biologen, Medizinern, Chemikern und Informatikern arbeiten gemeinsam an großen Projekten, die einzelne Laboratorien oder Institutionen übergreifen. Daten und entwickelte Werkzeuge werden schnell und frei zugänglich publiziert, um den wissenschaftlichen Fortschritt zu beschleunigen. Die Forscher des Broad Institute haben bedeutende Beiträge in vielen Bereichen der Genomforschung geleistet.
Die Forschungsarbeit des Broad Institute deckt ein breites Spektrum der Biomedizin ab. Die zentralen Forschungsschwerpunkte des Instituts sind:
- Chemische Biologie und Therapiewissenschaft
- Medikamentenentwicklung
- Genomregulierung, zelluläre Schaltkreise und Epigenomik
- Immunologie
- Medizinische und Populationsgenetik
- Stoffwechsel

## Mitarbeiter
Insgesamt waren 2008 über 1.200 Wissenschaftler und Mitarbeiter aus MIT, Harvard und den verbundenen Einrichtungen dem Broad Institute affiliiert. Seit seiner Gründung haben mehrere einflussreiche Wissenschaftler die Arbeit des Broad Institute geprägt. Eric S. Lander, ein führender Genomforscher und einer der Hauptakteure des Humangenomprojekts, war Gründungsdirektor des Broad Institute und leitete es von 2004 bis 2021. Auch herausragende jüngere Forscherpersönlichkeiten sind mit dem Broad Institute verbunden. Beispielsweise entwickelte der Biochemiker Feng Zhang in seiner Zeit am Broad Institute maßgeblich die CRISPR-Cas9-Methode zur Genom-Editierung weiter. Die Bioinformatikerin Pardis Sabeti nutzt Genomdaten zur Aufklärung der Ausbreitung von Infektionskrankheiten und gilt als führend auf dem Gebiet der Computational Genomics.  Neben ihnen sind viele weitere namhafte Wissenschaftler in unterschiedlichen Funktionen am Broad Institute tätig oder assoziiert. Zahlreiche Wissenschaftler des Instituts zählen zu den meistzitierten ihrer Fachgebiete weltweit.